# Jidu Robo-01
Jidu Robo-01 — среднеразмерный кроссовер, выпускаемый китайской компанией Jidu Auto под брендом Ji Yue.

## История
В сентябре 2021 года совместное предприятие Jidu Auto, созданное по инициативе Geely и Baidu, представила фотографии первых прототипов Robo-01. Дебюту предшествовал концепт-кар Robo-01, созданный в июне 2022 года. В октябре 2022 года дебютировал Jidu Robo-01. В августе 2023 года автомобиль был переименован в Ji Yue 01.

## Технические характеристики
Jidu Robo-01 выпускается на платформе Sustainable Experience Architecture. Он приводится в движение двумя электродвигателями мощностью 536 л. с. Разгон до 100 км/ч составляет 3,9 секунды. Аккумулятор ёмкостью 100 кВт⋅ч поставляется компанией CATL. Запас хода составляет 600 км.

## В России
Jidu Robo-01 был ввезён в Россию 20 июля 2023 года. Его цена составила 6 799 999 рублей. Ранее в Россию был ввезён IM LS7.

## Галерея

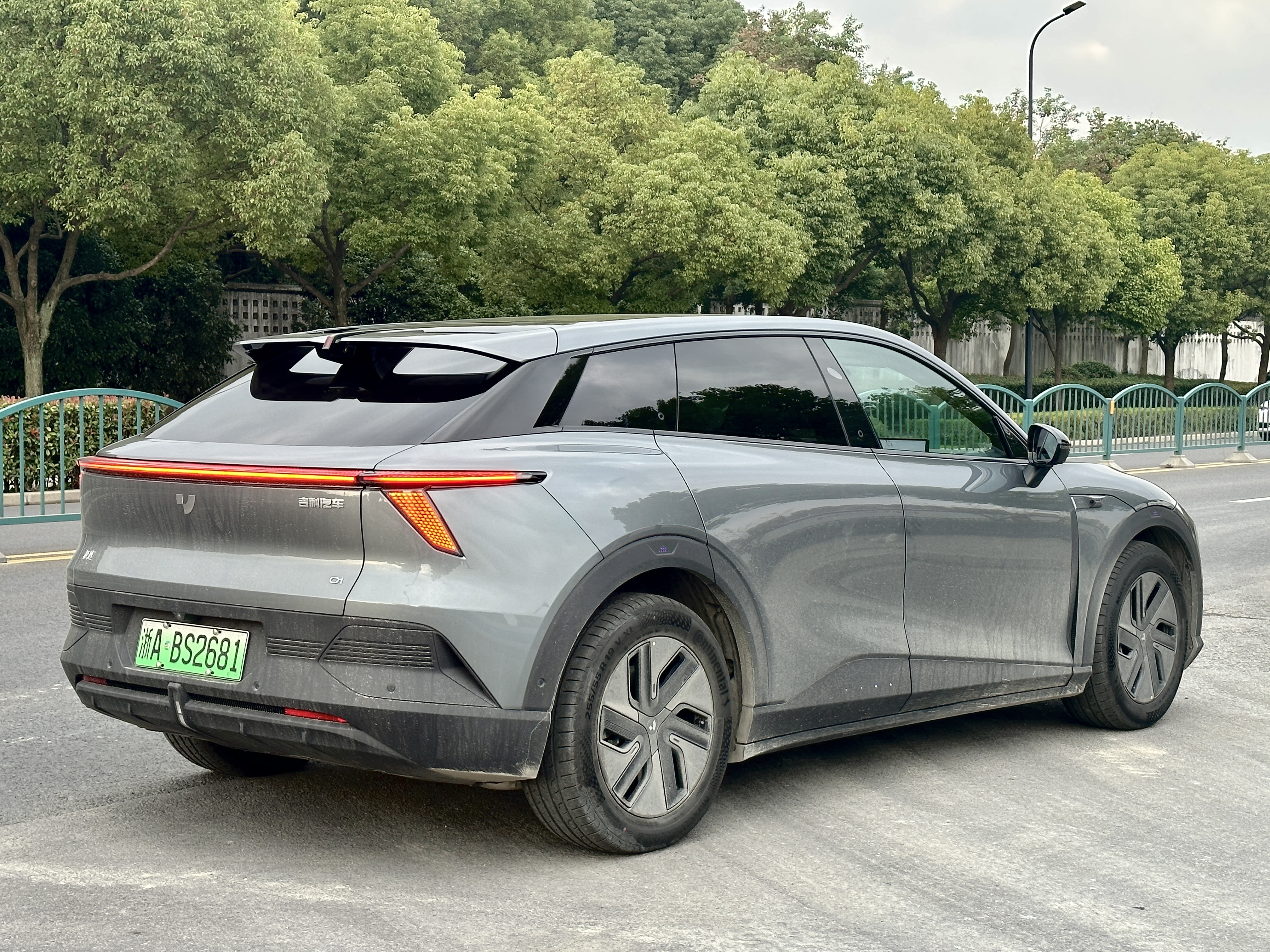
Вид сзади
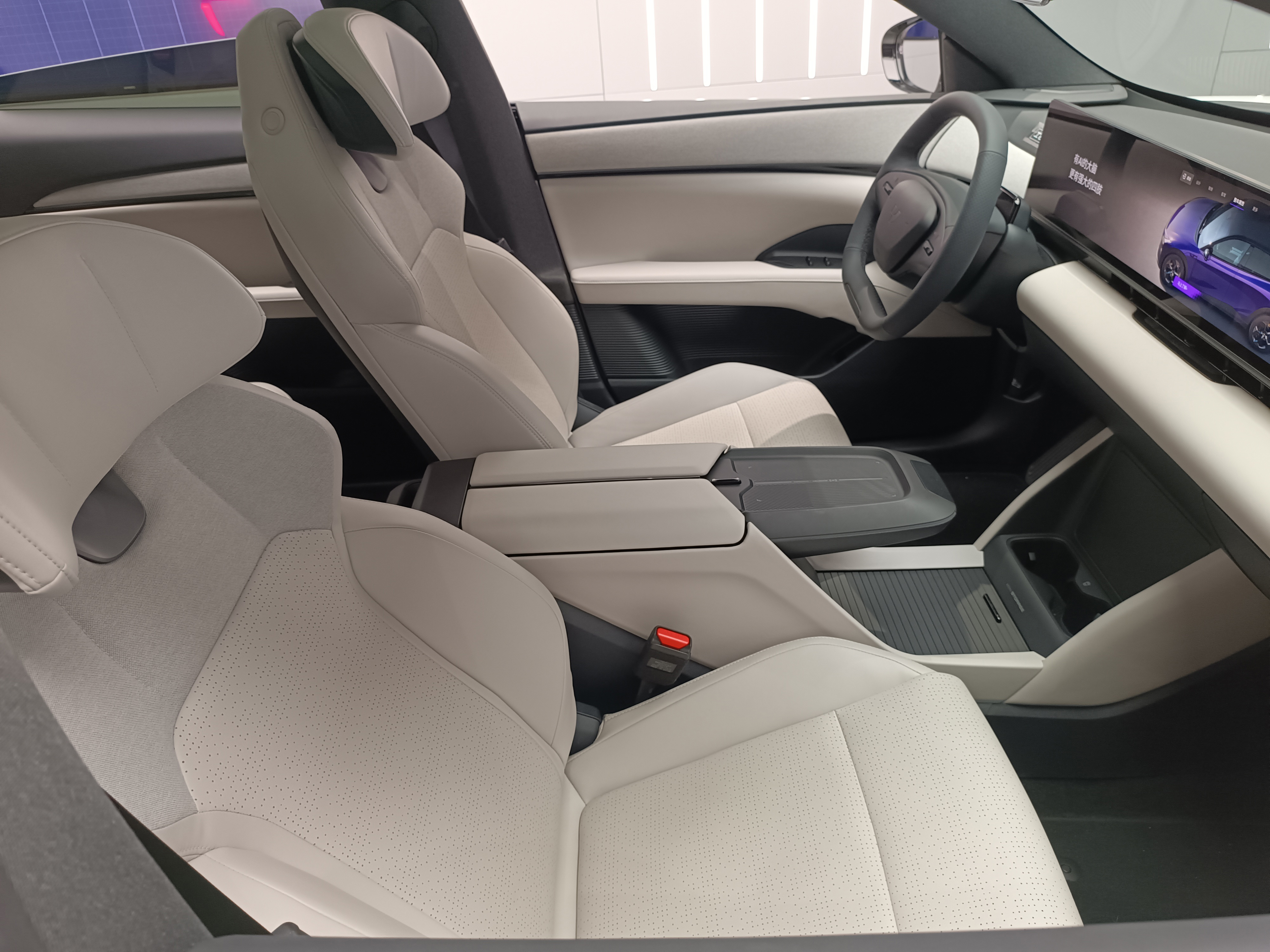
Интерьер